# V350 Большой Медведицы
V350 Большой Медведицы (лат. V350 Ursae Majoris) — одиночная переменная звезда в созвездии Большой Медведицы на расстоянии приблизительно 213 световых лет (около 65 парсеков) от Солнца. Видимая звёздная величина звезды — от +10,85m до +10,8m.

## Характеристики
V350 Большой Медведицы — оранжевый карлик, вращающаяся переменная звезда типа BY Дракона (BY) спектрального класса K7V.